# 10489 Keinonen
10489 Keinonen è un asteroide della fascia principale. Scoperto nel 1985, presenta un'orbita caratterizzata da un semiasse maggiore pari a 3,0066587 UA e da un'eccentricità di 0,0833393, inclinata di 10,93298° rispetto all'eclittica.